# Regence
Regence a szlovákiai Egyházgelle egykori része.

## Története
Első írásos említése 1367-ből származik Cheneregencze, Regenchgele formában Egyházgelle tartozékaként. 1379-ben Regenchce, alia Regenche néven említik. 1574-ben 5 jobbágy család lakja 14 telken, 1740-ben puszta. Egy 1828-as írás szintén pusztaként említi 1 házzal és 7 lakossal.